# Namus
Namus es una palabra árabe (en griego "νόμος") que designa un concepto de tipo ético, la virtud, según el patrón patriarcal de los países de Oriente Medio. Aunque su traducción literal es «virtud», en la actualidad se ha hecho más popular su uso en un contexto relativo al género dentro de las relaciones familiares, y se describe en términos de honor, atención, respeto o respetabilidad y modestia.
Es importante señalar que el concepto de namus como integridad sexual de los miembros de una familia es un concepto antiguo y exclusivamente cultural que se nutre del Islam, el judaísmo y el cristianismo, aunque no parece existir mención alguna al namus en ninguno de los libros sagrados de estas religiones[cita requerida].

## Etimología
La palabra árabe "nāmūs" (ناموس) puede traducirse como «ley», «costumbre» u «honor». En griego antiguo, la palabra «nómos» (νόμος ) significa «ley» o «costumbre».

## Contexto
Para un varón y su familia, namus puede significar, por una parte, la integridad sexual de las mujeres del núcleo familiar, y en concreto su castidad. Por otra parte, el varón debe mantener a su familia y defender el namus de su casa –sobre todo de su mujer– frente a las amenazas físicas y verbales dirigidas a los miembros de su círculo familiar ampliado desde fuera de este círculo.
El namus de un varón se determina por el namus de todas las mujeres de su familia (es decir, madre, esposas, hermanas, hijas). En algunas sociedades, como ciertas tribus pastunes de Afganistán, el namus trasciende a la familia cercana y abarca a toda la plarina, es decir, al conjunto de descendientes de un ancestro común, equivalente al linaje.
La condición más importante para una mujer soltera es mantener la virginidad antes del matrimonio. En algunas culturas se exige una prueba de virginidad (manchas de sangre en la sábana) que se exhibe con orgullo tras la noche de bodas. El profesor de sociología Dilek Cindoğlu afirma que «la virginidad de las mujeres no es un asunto personal, sino un fenómeno social».
Para una mujer de Oriente Medio, el namus se asienta sobre la obediencia, la fidelidad, la modestia en su comportamiento y forma de vestir, y en su capacidad para ser «adecuada».

### Violación del namus
Se vulnera el namus de un varón, por ejemplo, si en su familia nace una hija en lugar de un hijo, si una hija adulta no lleva ropa «adecuada», o si tolera una ofensa sin reaccionar.
Entre los pastunes, la intrusión en las tierras de un varón también viola su namus.

### Reparación del namus
En las sociedades que practican este concepto, se supone que el varón controla a las mujeres de su familia. Si deja de controlar (a su esposa, sus hermanas, sus hijas), a los ojos de la comunidad pierde su namus y debe limpiar su honor y el de su familia. Esta limpieza con frecuencia implica abortos, asesinatos o suicidios forzados.
En Occidente, estos casos son evidentes sobre todo entre las minorías inmigrantes, cuando las jóvenes se enfrentan al conflicto de elegir entre las costumbres de su país de adopción y las tradiciones de su cultura ancestral.
En el caso de una violación, la mujer no se ve como víctima. Por el contrario, se considera que el namus de toda su familia ha sido dañado y para repararlo puede llegar al asesinato de honor de la violada (se estima que por estas causas mueren 5.000 personas al año, y la cifra va en aumento). La mujer violada también puede ser forzada a suicidarse. Como alternativa al asesinato, en Pakistán se recurre en ocasiones a desfigurar a la víctima de una violación lanzándole ácido al rostro.
En ciertas culturas, la violación del namus también puede tener como resultado la muerte del varón que ha «deshonrado» a una familia relacionándose con una de sus mujeres.
En ocasiones, cuando una familia pierde namus por el nacimiento de niñas, se recurre al infanticidio o al aborto selectivo por sexo.

## Elnamusen el mundo
En Afganistán se producen asesinatos de honor entre los musulmanes, hindúes, sij y otras religiones.
El Alto Comisionado de Derechos Humanos de Naciones Unidas ha reunido informes de varios países, y considerando solo los que han elaborado informes de este tipo, se aprecia que se han cometido asesinatos de honor en Bangladés, Albania, Reino Unido, Brasil, Ecuador, Egipto, India, Israel, Italia, Jordania, Pakistán, Marruecos, Suecia, Turquía, Estados Unidos, Reino Unido, Canadá y Uganda. También se conocen casos en Irak e Irán. El namus sigue teniendo una gran importancia en las sociedades rurales.
En 2000, la canadiense de origen punyabí Jaswinder Kaur Sidhu, conocida como Jassi, que se había casado en contra de los deseos de su familia, fue brutalmente asesinada en India por orden de su madre y su tío, residentes en Canadá, para «reparar el honor de la familia». Su marido fue secuestrado, golpeado y abandonado, pero logró sobrevivir.
En 2002, el asesinato de Fadime Sahindal, perteneciente a la minoría kurda de Suecia, atrajo la atención internacional. Sahindal había violado el namus de su familia al demandar a su padre y hermano por amenazas, y rechazar el matrimonio que le habían concertado.
En 2005, Faten Habash, una joven cristiana de Cisjordania de 22 años, violó el namus de su familia al enamorarse de un varón musulmán. Tras varios intentos frustrados de huir a Jordania,  fue brutalmente golpeada por su familia después de rechazar las dos opciones que le propusieron: casarse con su primo o hacerse monja en Roma. Tras pasar un tiempo en el hospital recuperándose de una rotura de pelvis y otras heridas, y temerosa de que su familia siguiera deseando hacerle daño a su vuelta a casa, contactó con una poderosa tribu de beduinos que la tomó bajo su protección. El padre reclamó su regreso, dando su palabra de no tocarla, y ella volvió con su familia, solo para ser apaleada hasta la muerte pocos días más tarde.
En 2007, la joven yazidí de 17 años Du'a Khalil Aswad fue lapidada en Irak por su relación con un musulmán suní, publicándose después un vídeo del brutal incidente en Internet. Según la multitud, había «avergonzado a su familia y a sí misma» al pasar una noche fuera de casa, además de haber sospechas de que se había convertido al islam para casarse con su novio, que tuvo que ocultarse por su propia seguridad.

### Jordania
En Jordania, el sharaf es el honor de una familia, tribu o persona, que aumenta si se observa una conducta moral correcta y disminuye si el comportamiento no es el adecuado. El 'ird es el honor que depende de las mujeres. El 'ird solo puede disminuir y está por encima del sharaf.
Para reparar el sharaf, debe limpiarse el 'ird. Tarrad Fayiz, líder tribal jordano, explica:

«Una mujer es como un olivo. Cuando una rama se carcome, debe cortarse para que la sociedad se mantenga limpia y pura»

Para restaurar el 'ird, la mujer puede ser asesinada, obligada a casarse con su violador o forzada a desposar a otro varón.

### Voces a favor y en contra
Ciertos grupos musulmanes jordanos aceptan que el castigo a las esposas adúlteras se deje en manos del estado, mientras que otros afirman que según la ley islámica, son los parientes varones los que deben sancionar a la mujer. Yotam Feldner afirma que «aunque el asesinato de honor se originó en las tribus árabes preislámicas, hace mucho que se ha incorporado a la sociedad islámica, y por tanto se ha hecho común en todo el mundo musulmán». No obstante, Izzat Muhaysin, psiquiatra del Programa de Salud Mental de Gaza, dice que la sociedad percibe a los que rechazan «lavar el honor con sangre» como «cobardes que no tienen derecho a la vida».

Cientos, si no miles, de mujeres son asesinadas por sus familias cada año en nombre del «honor» familiar

.

## Activismo contra los asesinatos de honor
En muchas sociedades en las que se perpetran crímenes de honor existen también fuerzas sociales contrarias a esta práctica. Activistas del feminismo y los derechos humanos intentan acabar con estos delitos, promoviendo las leyes nacionales por encima del derecho de las familias a proteger el namus.

## En el arte
La película armenia muda de 1925 Namus relata la historia de dos amantes comprometidos desde la niñez, que ven sus vidas trastornadas cuando a causa de una violación del namus, la joven se ve forzada por su padre a casarse con otro hombre. En 2006, la película fue restaurada, digitalizada y doblada al francés.
Cincuenta años antes del asesinato de Fadime Şahindal, el poeta kurdo contemporáneo Abdalá Goran (1904–1962) condenó los asesinatos de honor en su poema Berde-nûsêk («La lápida»).

## Tecnología
Ni siquiera la práctica de una prueba de virginidad en casos de conducta sexual dudosa protege completamente a la mujer del feminicidio, ya que los rumores y chismes pueden tener más peso que las pruebas forenses, sobre todo desde que la cirugía de reparación del himen se ha convertido en una práctica a la que puede acceder cualquier mujer con suficiente nivel adquisitivo. En Francia y Alemania, países con extensas comunidades musulmanas, las mujeres recurren en ocasiones a esta cirugía cosmética.